# Mosambikanischer Bürgerkrieg

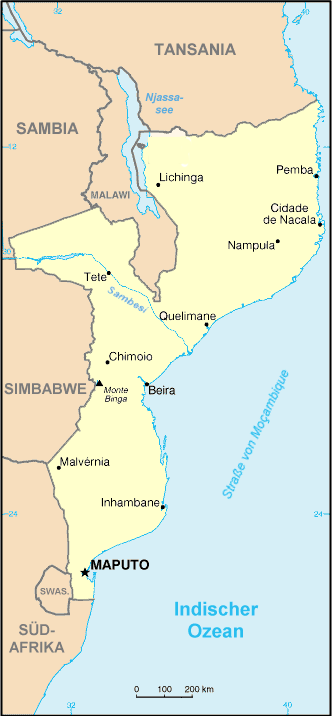
Karte Mosambiks

Der Mosambikanische Bürgerkrieg begann 1977, zwei Jahre nachdem Mosambik die Unabhängigkeit von Portugal erkämpft hatte, und dauerte bis 1992. Die im Unabhängigkeitskrieg erfolgreiche Frente de Libertação de Moçambique (FRELIMO) war damals die herrschende Partei in Mosambik. Ab 1977 wurde sie von der Resistência Nacional Moçambicana (RENAMO) bekämpft. Die RENAMO war von Rhodesien gegründet worden und wurde von diesem Nachbarland Mosambiks auch tatkräftig unterstützt; später übernahm Südafrika diese Funktion. Der Bürgerkrieg kostete durch Kämpfe und Hungerkatastrophen bis zu 900.000 Menschenleben, über fünf Millionen Zivilisten wurden vertrieben. Die Beseitigung der Landminen, durch die auch nach Kriegsende noch zahlreiche Menschen getötet oder verstümmelt wurden, dauerte bis 2015.

## Der Bürgerkrieg
1977 gründete Rhodesien die RENAMO, um die in Mosambik seit der Unabhängigkeit 1975 regierende FRELIMO militärisch zu bekämpfen. Grund war, dass die Frelimo ihrerseits die Zimbabwean National African Liberation Army (ZANLA), die gegen die Herrschaft der Weißen in Rhodesien kämpfte, mit Waffen und Rückzugsgebieten im mosambikanischen Grenzgebiet unterstützte. 1980 wurde dieses Ziel erreicht, die Herrschaft der Weißen in Rhodesien war zu Ende und das Land nannte sich von nun an Simbabwe. Fortan übernahm Südafrika die Unterstützung der RENAMO. Die Apartheidsregierung in Südafrika wollte damit verhindern, dass sich Kämpfer des südafrikanischen oppositionellen African National Congress (ANC) Rückzugsbasen in Mosambik einrichten konnten. Weiter hatte der mosambikanische Bürgerkrieg den Charakter eines Stellvertreterkriegs, da die regierende FRELIMO marxistisch ausgerichtet war und von der Sowjetunion unterstützt wurde, während die RENAMO von den USA Waffenlieferungen erhielt.
Der im April 1988 dem U.S. State Department überreichte Gersony-Report, eine „Zusammenfassung der mosambikanischen Flüchtlingszahlen durch den Konflikt in Mosambik“, berichtete von Augenzeugenberichten oder anderen glaubwürdigen Beweisen der Flüchtlinge über RENAMO-Morde durch Erschießungen, Messer/Axt/Bajonett-Angriffe, lebendiges Verbrennen, Zu-Tode-Prügeln, gewaltsames Ersticken, erzwungenes Verhungern und gelegentliches Schießen auf zivile Dorfbewohner während ihrer Angriffe. Mosambikanische Zivilisten waren das Hauptziel der RENAMO im Krieg, obwohl auch Einrichtungen der Regierung und die wirtschaftliche Infrastruktur angegriffen wurden. Weiters war die Renamo berüchtigt dafür, Kindersoldaten einzusetzen.
Die FRELIMO-Regierung, geleitet von Präsident Samora Machel, wurde durch die RENAMO-Rebellen wirtschaftlich ruiniert. Das militärische und diplomatische Bündnis mit der Sowjetunion konnte die wirtschaftlichen Schäden und den dadurch verursachten Hunger nicht wettmachen. Schließlich musste Präsident Machel deswegen am 16. März 1984 den Nicht-Aggressions-Pakt Nkomati Accord mit Südafrika unterschreiben. Darin versprach die südafrikanische Regierung in Pretoria wirtschaftliche Hilfe im Austausch für die Versicherung der FRELIMO, den ANC davon abzuhalten, Mosambik als Rückzugsbasis für Überfälle auf Südafrika zu benutzen. Nach dem Nkomati Accord nahm die Unterstützung der RENAMO durch die südafrikanische Regierung tatsächlich ab, allerdings bewiesen Dokumente, die im August 1985 bei der Eroberung eines RENAMO-Hauptquartiers in Gorongosa in Zentralmosambik erbeutet werden konnten, dass die südafrikanische Regierung weiter mit der RENAMO kommunizierte und ihr auch Waffenlieferungen zukommen ließ.
Auf dem Gebiet der Provinz Niassa ereignete sich am 6. Dezember 1984 ein bewaffnetes Attentat (Anschlag von Unango) auf einen Fahrzeugkonvoi, bei dem DDR-Entwicklungshelfer und andere Personen starben. Die Herkunft und Motive der Attentäter blieben ungeklärt. Als Folge dieses Ereignisses reduzierte die DDR ihre Entwicklungszusammenarbeit mit Mosambik und etwa sechs Monate später verließen 1000 Personen das afrikanische Land.
Am 19. Oktober 1986 starb Samora Machel bei einem Flugzeugabsturz in Südafrika nahe der mosambikanischen Grenze. Eine internationale Untersuchung erklärte später, dass der Absturz durch Fehler der Besatzung verursacht worden war, jedoch ist dies bis heute strittig. Machels Nachfolger wurde Joaquim Alberto Chissano, der von 1975 bis zu Machels Tod Außenminister gewesen war. Chissano führte Machels Politik weiter und versuchte, die internationalen Verbindungen Mosambiks auszuweiten, vor allem in Richtung Westen; außerdem führte er innere Reformen durch.
Als 1990 schließlich der Kalte Krieg zu Ende ging und das Apartheidsregime in Südafrika zusammenbrach und dadurch auch die Unterstützung für die RENAMO aus Südafrika und den USA ausblieb, kam es zu den ersten direkten Gesprächen zwischen FRELIMO und RENAMO. Der FRELIMO-Entwurf einer neuen Verfassung im Juli 1989 ebnete außerdem den Weg zu einem Mehrparteien-Staat, der im November 1990 mit der neuen Verfassung endgültig festgeschrieben wurde. Mosambik war damit ein Mehrparteienstaat mit regelmäßigen Wahlen und garantierten demokratischen Rechten. Am 4. Oktober 1992 wurde mit der Unterzeichnung eines Friedensvertrags zwischen den Parteien in Rom, dem Allgemeinen Friedensabkommen von Rom, der Bürgerkrieg offiziell beendet. Der Friedensvertrag trat am 15. Oktober 1992 in Kraft. Eine 7500 Mann starke UNO-Friedenstruppe (ONUMOZ) wurde nach Mosambik entsandt und überwachte zwei Jahre lang den Weg in die Demokratie. Die ersten Wahlen vom 27. bis 28. Oktober 1994 wurden außerdem von 2400 internationalen Beobachtern überwacht. Die letzten ONUMOZ-Kräfte verließen das Land im Frühjahr 1995.

## Mosambikanische Flüchtlinge in Südafrika
Auf südafrikanischer Seite waren Flüchtlinge, die zur Zeit des Bürgerkriegs die mosambikanisch-südafrikanische Grenze überwanden, durch Schusswaffengebrauch, seit etwa 1985 durch einen Elektrozaun mit tödlicher Wirkung oder durch fragwürdige Lebens- und Unterbringungsbedingungen infolge einer Nichtanerkennung ihres Flüchtlingsstatus existenziell bedroht gewesen.

## Verseuchung mit Landminen bis 2015
Eine der Folgen des Bürgerkrieges war die Verseuchung weiter Teile des Landes mit Landminen. Noch 2009 wurden nach offiziellen Angaben 15 Menschen durch Landminen getötet. Im März 2010 erklärte das Nationale Institut für Minenentfernung 63 von 128 Distrikten Mosambiks für minenfrei. Am 17. September 2015 deklarierte die mosambikanische Regierung das Land als minenfrei. Fast 171.000 Landminen waren seit 1992 entfernt worden.